# Клементе Санчес
Клементе Санчес (ісп. Clemente Sanchez; 9 липня 1947 — 25 грудня 1978) — колишній мексиканський професійний боксер.
Чемпіон світу у напівлегкій вазі за версією WBC (19.05.1972—16.12.1972).

## Спортивна кар'єра
У професійному боксі дебютував 23 березня 1963 року, перемігши Антоніо Еррера.
19 травня 1972 року виборов титул чемпіона світу у напівлегкій вазі за версією WBC, нокаутувавши в третьому раунді японця Куніякі Сібата.
16 грудня того ж року при першому ж захисті втратив свій титул технічним нокаутом на користь Хосе Легра (Іспанія).
У 1975 році завершив боксерську кар'єру.

## Смерть
У 1978 році був застрелений у рідному місті під час дорожньої розбірки.